# Алжир на зимових Олімпійських іграх 2006
Алжир на зимових Олімпійських іграх 2006 представлений 2 спортсменами.

## Гірськолижний спорт
| Змагання            | Спортсмени           | Результат | Місце |
| ------------------- | -------------------- | --------- | ----- |
| Гірськолижний спорт | Кристель Лаура Дуібі | 2:09.68   | 40    |

## Лижні перегони
| Змагання       | Спортсмени             | Результат | Місце |
| -------------- | ---------------------- | --------- | ----- |
| Лижні перегони | Нуреддін Моріс Бентумі |           | н/ф   |